# 尼马帕达
尼马帕达（Nimapada），是印度奥里萨邦Puri县的一个城镇。总人口16914（2001年）。

## 人口
该地2001年总人口16914人，其中男性8730人，女性8184人；0—6岁人口1697人，其中男906人，女791人；识字率77.47%，其中男性为82.27%，女性为72.36%。